# Resolutie 922 Veiligheidsraad Verenigde Naties
Resolutie 922 van de Veiligheidsraad van de Verenigde Naties werd unaniem aangenomen op 31 mei 1994. De resolutie verlengde de UNAVEM II-missie in Angola met een maand.

## Achtergrond
Nadat Angola in 1975 onafhankelijk was geworden van Portugal, keerden de verschillende onafhankelijkheidsbewegingen zich tegen elkaar om de macht. Onder meer Zuid-Afrika en Cuba lieten zich in met de burgeroorlog, totdat ze zich in 1988 terugtrokken. De VN-missie UNAVEM I zag toe op het vertrek van de Cubanen. 
Een staakt-het-vuren volgde in 1990, en hiervoor werd de UNAVEM II-missie gestuurd. In 1991 werden akkoorden gesloten om democratische verkiezingen te houden die eveneens door UNAVEM II zouden worden waargenomen.

## Inhoud

### Waarnemingen
De Veiligheidsraad herhaalde het belang van het vredesakkoord en de VN-steun eraan. De inspanningen om de crisis met onderhandelingen op te lossen werden geprezen. Toch waren de militaire operaties opnieuw opgevoerd wat tot lijden van de bevolking en de belemmering van de UNAVEM II-missie leidde. Ook was het wapenembargo tegen UNITA mogelijk geschonden en liepen de onderhandelingen in Lusaka uit. Angola en UNITA moesten aantonen dat ze bereid waren tot een akkoord te komen.

### Handelingen
De Veiligheidsraad besloot het mandaat van UNAVEM II te verlengen tot 30 juni. De verdere beslissingen over Angola zouden afhangen van de wil die de partijen zoude tonen om vrede te bereiken. Het feit dat Angola verzoeningsvoorstellen had aanvaard, werd verwelkomd. Beide partijen moesten nu onverwijld de vredesgesprekken afronden. Als een oplossing was bereikt, zou de VN-aanwezigheid in het land aanzienlijk vergroot worden, maar anders zou de rol van de VN in de kwestie herzien worden.
Gezien de lopende onderhandelingen werden geen bijkomende maatregelen tegen UNITA genomen. De opnieuw toegenomen militaire acties werden veroordeeld en beide partijen moesten die onmiddellijk stoppen. De achteruitgang in de humanitaire situatie werd betreurd. De hulpverlening moest ongehinderd kunnen plaatsvinden. De donors ervan werden geprezen en gevraagd nog meer te doen. Ten slotte werd secretaris-Generaal Boutros Boutros-Ghali gevraagd tegen 30 juni te rapporteren over de vooruitgang, de wil van de partijen voor duurzame vrede en zijn aanbevelingen over de toekomstige rol van de VN.

## Verwante resoluties
- Resolutie 890 Veiligheidsraad Verenigde Naties (1993)
- Resolutie 903 Veiligheidsraad Verenigde Naties
- Resolutie 932 Veiligheidsraad Verenigde Naties
- Resolutie 945 Veiligheidsraad Verenigde Naties

Lijst ·  893 ·  894 ·  895 ·  896 ·  897 ·  898 ·  899 ·  900 ·  901 ·  902 ·  903 ·  904 ·  905 ·  906 ·  907 ·  908 ·  909 ·  910 ·  911 ·  912 ·  913 ·  914 ·  915 ·  916 ·  917 ·  918 ·  919 ·  920 ·  921 ·  922 ·  923 ·  924 ·  925 ·  926 ·  927 ·  928 ·  929 ·  930 ·  931 ·  932 ·  933 ·  934 ·  935 ·  936 ·  937 ·  938 ·  939 ·  940 ·  941 ·  942 ·  943 ·  944 ·  945 ·  946 ·  947 ·  948 ·  949 ·  950 ·  951 ·  952 ·  953 ·  954 ·  955 ·  956 ·  957 ·  958 ·  959 ·  960 ·  961 ·  962 ·  963 ·  964 ·  965 ·  966 ·  967 ·  968 ·  969